# Ковальчук Микола Федорович
Ковальчук Микола Федорович (3 січня 1949, с. Дудин, нині Бродівського району Львівської області) — український архітектор, краєзнавець, громадський діяч. Член НСАУ (1983) і ВУСК (2001). Почесний член Всеукраїнського товариства «Просвіта» (1998).

## Біографія
Закінчив архітектурний факультет Львівського сільськогосподарського інституту (1974, нині аграрна академія).
У Теребовлянському районі — районний архітектор (від 1974), завідувач відділу архітектури і будівництва РДА, голова організації ВУСК.

## Роботи

### Архітектурні
Основні роботи:
- в'їзні знаки у м. Теребовля (3 шт)(1984), Теребовлянський район (2 шт., 1979, 1985), смт Микулинці, с. Долина, Іванівка, Довге, Підгайчики;
- пам'ятні знаки полеглим у німецько-радянській війні односельцям у Довгому, Кровинці, Сущині, Хмелівці, Надрічному й інших селах Теребовлянського району (1985), на місцях розстрілу євреїв у селі Плебанівка (1985) та загибелі боївки в с. Панталиха (2001);
- пам'ятники Івану Франку в Теребовлі (1999; співавт.) та в с. Ласківці (2005; співавт.) і 15-ти гімназистам Теребовлянської гімназії, яких органи НКВС закатували у Тернопільській тюрмі (2002).

### Краєзнавчі праці
Автор книги «Теребовлянський замок» (1997), статей у краєзнавчих збірниках, віршів.
Член редколегій колективного збірника «Історія міст і сіл Теребовлянщини» (1997), альманаху-календаря «Теребовлянщина» (2001), журналу «Теребовлянщина» (1999—2002).
Упорядник і редактор збірки поезій, альманахів та історичних нарисів теребовлянських авторів.
Очолює літературну студію «Первоцвіт» у Теребовлянській гімназії.